# Rodinná rada
Rodinná rada (též rodinná konference, rodinné setkání, family meeting, family counselling) je nástroj rodiny, který pomáhá utvářet kvalitní vztahy v ní. Bývá používána jak dlouhodobě, tak krátkodobě při řešení každodenních záležitostí i naléhavých rodinných krizí.  

## Definice
Rodinná rada je pravidelné setkávání všech členů rodiny případně členů domácnosti. O vedení rodinné rady se obvykle stará jeden z členů rodiny, často to bývají rodiče. Rodinná rada je nástroj, jak partnersky řídit rodinu a vztahy v ní. Na pravidelných setkáních rodiny se mohou řešit jak témata týkající se celé rodiny, tak problémy jednotlivců, ať už dětí nebo rodičů. Obvyklá témata rodinné rady jsou: trávení společného volného času, domácí povinnosti, plánování toho co rodinu čeká apod. Nezřídka bývá součástí rodinné rady vlastní rituál. Rodinná rada poskytuje jejím členům příležitost k uvědomění a prožití, že jsou členy vlastní rodiny.   

## Nastavení a průběh rodinné rady
Rodinné setkávání probíhá obvykle jednou za týden. Vždy je určen vedoucí rodinného setkání, který má průběh rodinné rady na starosti. Obvykle jím bývá někdo z rodičů či starších dětí, v odůvodněných případech to může být někdo, kdo stojí mimo rodinu (rodinný supervizor). Externí vedoucí rodinné rady se využívá například v začátcích zavádění rodinné rady nebo při řešení témat, která jsou pro rodinu extrémně náročná. Není nezbytné, aby rodinnou radu vedl vždy ten samý člověk, naopak je velmi výhodné, aby vedení rady v rodině rotovalo. Je v pořádku podpořit členy rodiny, aby se zúčastnili setkání, a zároveň nikdo není do rodinného setkání nucen.
Co se týče obsahu rodinné rady, záleží na potřebách každé rodiny, jaký formát si vytvoří. Obecně se doporučuje reagovat na aktuální situaci v rodině a minimálně v začátcích vyhodnocovat, jestli je setkání užitečné nebo se má upravovat. V průběhu týdne sesbírá vedoucí rady témata na rodinné setkání a určí priority. K tomu může sloužit formulář vystavený na dostupném místě pro všechny, za malé děti témata napíší starší sourozenci nebo rodiče.
Obecné doporučení na průběh rodinné rady v pěti krocích:
1. Přivítaní se, vzájemné ocenění a poděkování
2. Agenda – témata k řešení
3. Brainstorming, návrhy řešení
4. Příjemný zážitek – hudba, film, hra, jídlo…
5. Ukončení a naplánování dalšího setkání

Doporučená doba trvání je od 5 do 120 minut podle věku dětí, denní doby a potřeb členů rodiny. Nedoporučuje se dělat delší setkání.

## Základní pravidla
- Vždy mluví jen jeden a mluví o sobě, o svých pocitech, potřebách chování
- Členové rodiny se vzájemně nekomentují a nehodnotí
- Rodina si vzájemně naslouchá
- Všichni se snaží vytvářet řešení
- Všichni mají možnost se vyjádřit

Rodina se učí, že přesto že je každý v rodině nezávislá entita, vzájemně na sebe působí a jednání jednoho má vliv na ostatní v rodině.
Všichni členové rodiny se učí sociálním kompetencím jako jsou: otevřenost, schopnost podpory, trpělivost, zvládání konfliktu, vyjednávání, nazírání z jiných úhlů pohledu, zajímat se o své potřeby a potřeby ostatních, schopnost utvářet konsenzus apod. v bezpečí rodiny. Dochází tak k:
- Posílení sebe-hodnoty a sebe-vědomí nejen dětí

- Upevnění vlastní role dětí i rodičů, jak v rámci rodiny, tak společnosti
- Schopnost hledat a utvářet řešení
- Schopnost aktivně utvářet vztahy se svým okolím

Rodinná rada slouží jako nástroj k rozvoji kompetencí členů rodiny, posílení vzájemných vztahů a naplnění potřeb členů rodiny. Rodinou radu jako nástroj není vhodné použít na místo rodinné psychoterapie. V situacích, kdy členové rodiny řeší témata, na které již nestačí, je vhodné se obrátit na kvalifikovaného odborníka v oblasti rodinné psychoterapie.    

## Rodinné konference v Česku a ve světě
Rodinná rada jako nástroj řízení rodiny je hojně rozšířen ve Velké Británii, Nizozemí a Spojených státech a na Novém Zélandu. 

### Česko
V Česku již od roku 2012 probíhají rodinné konference jako sociální služba v několika organizacích, na MPSV běžel nejprve projekt o rozšíření informací o rodinných konferencí zejména pro pracovníky OSPOD a poté měla vzniknout síť spolupracovníků. MPSV také akreditovalo několik kurzů týkajících se rodinných konferencí.

#### Kurzy Rodinných konferencí
Kurzy rodinných konferencí a s nimi související školení typu administrátor rodinných konferencí jsou pořádány především pro sociální pracovníky a související profese - například pracovníky OSPOD nebo třeba pěstouny, kterým jsou financovány v rámci dalšího vzdělávání z MPSV. 

##### Organizace
- Amalthea - nezisková organizace, která se při vytváření rodinných konferencí inspirovala skotským modelem. V roce 2012 vytvořila metodiku a v roce 2013 spustila pilotní projekt v Pardubickém kraji a Královéhradeckém kraji. V roce 2019 dle výroční zprávy prošlo jejími kurzy zaměřenými nejen na rodinné konference 223 účastníků. [2] [3]

- Lata - původně studentské sdružení pomáhající ohrožené mládeži, které se postupně zaměřilo i na pomoc rodinám a profesionalizovalo se. Projekt na idové bázi rodinných konferencí byl pilotně prováděn v roce 2012 a 2013. V roce 2019 dle výroční zprávy  proběhly 2 běhy kurzu Rodinné konference jako způsob práce s rodinou a Lata podpořila rodinnými konferencemi 22 rodin, oslovila 83 rodinných příslušníků, [4] [5]

- Asociace rodinných konferencí - došlo k vytvoření v roce 2016,  ředitelkou je Klára Joklová, která pracovala původně jako koordinátorka dobrovolníků v Latě,  a byla v předsednictví sdružení v roce 2012, kdy tam byl zaváděn pilotní projekt spolupráce rodiny, Laty a OSPOD, později nazvaný rodinné konference. [6] Poté pracovala na MPSV v projektu doporučujícím a propagujícím rodinné konference pro sociální pracovníky, v průběhu tohoto zaměstnání založila organizaci s akreditovanými školeními souvisejícími s rodinnými konferencemi [7] , které nabízí vzdělávání i pracovníkům OSPOD a dalším pracovníkům sociálních služeb (spadající pod MPSV). Školení pracovníků OSPOD a dalších sociálních pracovníků jsou placená přes MPSV v rámci jejich celoživotního vzdělávání. Došlo tak k založení organizace získávající finanční prostředky z MPSV za školení v rámci projektu, který původně Klára Joklová na MPSV koordinovala, a poté rozšiřovala a zároveň v době, kdy ještě byla na MPSV zaměstnaná v rámci tohoto projektu - do roku 2018. Počty účastníků kurzů, výroční zpráva ani hospodaření asociace za rok 2019 ani za jiné roky není k dispozici, kurzy ale byly nabízeny. [8] [9]